# Outlaw Gentlemen & Shady Ladies
Outlaw Gentlemen & Shady Ladies is het vijfde studioalbum van de Deense band Volbeat. Dit album is het eerste album met de Amerikaanse leadgitarist Rob Caggiano.

## Tracklist
| 1.                 | Let's Shake Some Dust                  | 1:28 |
| 2.                 | Pearl Hart                             | 3:27 |
| 3.                 | The Nameless One                       | 3:53 |
| 4.                 | Dead But Rising                        | 3:35 |
| 5.                 | Cape of Our Hero                       | 3:49 |
| 6.                 | Room 24 (feat. King Diamond)           | 5:07 |
| 7.                 | The Hangman's Body Count               | 5:15 |
| 8.                 | My Body (Young the Giant cover)        | 3:42 |
| 9.                 | Lola Montez                            | 4:28 |
| 10.                | Black Bart                             | 4:48 |
| 11.                | Lonesome Rider (feat. Sarah Blackwood) | 4:05 |
| 12.                | The Sinner Is You                      | 4:15 |
| 13.                | Doc Holliday                           | 5:46 |
| 14.                | Our Loved Ones                         | 4:51 |
| Totale duur: 58:29 |                                        |      |

| Nr. | Titel                      | Duur |
| --- | -------------------------- | ---- |
| 15. | Ecotone (Bonus track)      | 3:47 |
| 16. | Lola Montez (Harp version) | 4:28 |
| 17. | 7 Shots (Live Wacken 2012) | 5:12 |
| 18. | Evelyn (Live Wacken 2012)  | 3:46 |
| 19. | Evelyn (2010 demo)         | 3:29 |